# Sidi Ali (distrito)
Sidi Ali é um distrito localizado na província de Mostaganem, Argélia, e cuja capital é a cidade de mesmo nome. A população total do distrito era de 49 551 habitantes, em 1998.[carece de fontes?]

## Comunas
O distrito está dividido em três comunas:
- Sidi Ali
- Tazgait
- Ouled Malah